# 무한도전 올림픽대로 듀엣가요제
《올림픽대로 듀엣가요제》는 MBC 《무한도전》에서 2009년에 방송된 〈올림픽대로 듀엣가요제〉편에 등장하였던 곡들이 수록되어 있는 음반이다.
방영이 끝난 후 인기를 끌어 음반으로 제작된 《강변북로 가요제》와는 달리, 7월 4일 방송분에서는 음반 발매를 광고하기 시작하였다. 수익금은 ‘불우 이웃 돕기’와 미국 뉴욕 타임스에 실릴 ‘비빔밥 광고’를 촬영하는 데에 쓰였다.

## 올림픽대로 듀엣가요제

### 개요
2009년 7월 4일과 7월 11일에 걸쳐 방송되었다. 

### 공연 순서
| 순서 | 팀명          | 가수                     | 곡명             |
| ---- | ------------- | ------------------------ | ---------------- |
| 1    | 안편한 사람들 | YB, 길                   | 난 멋있어        |
| 2    | 돌브레인      | 노브레인, 노홍철         | 더위 먹은 갈매기 |
| 3    | 애프터 쉐이빙 | 애프터스쿨, 정준하       | 영계백숙         |
| 4    | 명카드라이브  | 제시카, 박명수           | 냉면             |
| 5    | 카리스마      | 이정현, 전진             | 세뇨리따         |
| 6    | 삼자돼면      | 에픽하이, 정형돈         | 바베큐           |
| 7    | 퓨처라이거    | Tiger JK, 윤미래, 유재석 | Let's Dance      |

## 특징과 반응
- E-TRIBE가 작곡하고 명카드라이브가 부른 〈냉면〉은 원래 원투가 부를 노래였으나, 무한도전 측의 의뢰로 박명수와 제시카가 불렀다.[2] 또한 이 곡은 싸이월드 '실시간 인기곡 톱'에서 1위를 차지하기도 했으며, 이 앨범의 모든 수록곡이 10위 안에 드는 성과를 올렸다.[2]
- 이 앨범의 모든 수록곡은 한국음악저작권협회에 저작권으로 등록되어 있다.[3]
- 유재석, 윤미래, 타이거 JK가 부른 〈Let's Dance〉와 박명수&제시카가 부른 〈냉면〉은 MBC 쇼! 음악중심에서 방송되었다.[4]
- 윤종신이 작곡한 〈영계백숙〉은 리믹스되어 윤종신의 영계백숙 싱글에 수록되었으나 한편으로는 유료화 논란이 있었다.
- 정준하와 애프터스쿨이 부른 〈영계백숙〉은 무한도전 2009년 7월 25일 방영분에서 〈족발당수〉로 패러디되기도 했다.
- 2009년 7월 4일 방영분에 등장하였지만, 올림픽대로 듀엣가요제 본 무대에는 오르지 못한 삼자돼면의 〈전자깡패〉(영어: Electronic Gangster)는 에픽하이의 리믹스 앨범 Remixing The Human Soul에 18번 트랙 및 히든트랙으로 수록되었으며, 저작권자인 타블로가 맵더소울닷컴 자신의 블로그에 발매와 동시에 무료배포를 하였다.
- 다섯 번째 트랙 "냉면"을 부른 2009년 7월, 단숨에 싸이월드 순위 1위, 엠넷닷컴 4위를 기록했다.[5] 인기에 힘입어 2009년 MBC 방송연예대상에서 '영계백숙'과 함께 특별무대에 오르기도 했다.[6] 곡이 히트친 뒤 명카드라이브는 냉면회사들의 광고제의를 많이 받았다고도 한다.[7] 박명수는 후속곡 '우동'을 낼 생각 없냐는 제의를 받았지만 거절했다고 밝힌 바 있다. 이트라이브에게 이미 다른 곡을 의뢰했다는 게 그 이유였다.[8] 그리고 발매한지 얼마 되지 않은 2009년 7월 21일엔 모바일게임 뮤직팩토리에 ’냉면’이 올라 화제가 된 바 있다.[9]
- 사실상 한강대로에서는 마지막으로 개최된 가요제이기도 하다.

## 수록곡
| #             | 제목                                                                   | 작사            | 작곡            | 편곡            | 재생 시간 |
| ------------- | ---------------------------------------------------------------------- | --------------- | --------------- | --------------- | --------- |
| 1.            | 〈Let's Dance〉 (퓨쳐라이거 - Tiger JK, 윤미래, 유재석)                | Tiger JK 윤미래 | 윤미래 박재선   | Tiger JK 박재선 | 3:23      |
| 2.            | 〈세뇨리따〉 (카리스마 - 이정현, 전진 / Senõrita)                      | 안영민 박장근   | 안영민          | 안영민          | 3:16      |
| 3.            | 〈바베큐〉 (삼자돼면 - 에픽하이, 정형돈)                               | 타블로          | 타블로          | 타블로 박아셀   | 3:09      |
| 4.            | 〈더위먹은 갈매기〉 (돌브레인 - 노브레인, 노홍철)                      | 노브레인 노홍철 | 노브레인 노홍철 | 노브레인        | 3:42      |
| 5.            | 〈냉면〉 (명카드라이브 - 제시카 & 박명수, 부제 : 차가운 네 얼굴(冷面)) | E-TRIBE         | E-TRIBE         | E-TRIBE 새벽    | 3:39      |
| 6.            | 〈영계백숙〉 (애프터쉐이빙 - 애프터스쿨 & 정준하, 부제 : 간장 원정대)  | 윤종신          | 윤종신          | 황성제          | 3:22      |
| 7.            | 〈난 멋있어〉 (안 편한 사람들 - YB, 길)                                | 윤도현 길       | YB 길           | YB              | 3:47      |
| 8.            | 〈(보너스 트랙) 내가 왔다〉 (Skit by 유재석)                           | 유재석          | 유재석          | 박재선          |           |
| 총 재생 시간: | 총 재생 시간:                                                          | 총 재생 시간:   | 총 재생 시간:   | 총 재생 시간:   | 24:14     |